# Наташа Келлер
Наташа Келлер (нім. Natascha Keller, 3 липня 1977) — німецька хокеїстка на траві.
Олімпійська чемпіонка 2004 року, учасниця 1996, 2000, 2008, 2012 років.
Срібна призерка Чемпіонату Європи 1999, 2011 років, бронзова призерка 1995 року.